# Sphenocratus palaeomastodon
Sphenocratus palaeomastodon är en insektsart som beskrevs av Kusnezov 1927. Sphenocratus palaeomastodon ingår i släktet Sphenocratus och familjen Dictyopharidae. Inga underarter finns listade i Catalogue of Life.